# Стофф, Эрвин
Эрвин Стофф (англ. Erwin Stoff; род. 26 апреля 1951 года, Румыния) — американский кинопродюсер. Он наиболее известен как менеджер Киану Ривза и продюсер «Матрицы». В 2007 году он был сопродюсером фильма «Я — легенда» с Уиллом Смитом в главной роли.
Стофф также является президентом компании 3 Arts Entertainment, расположенной в Беверли-Хиллз, Калифорния.